# Morten Gamst Pedersen
Morten Gamst Pedersen (* 8. září 1981 ve Vadsø) je norský fotbalový záložník a reprezentant. Hraje za norský klub Rosenborg BK.
Mimo Norsko působil v Anglii a Turecku.

## Klubová kariéra
Gamst Pedersen je přírodní pravák, ale od 15 let více používá levou nohu. Jeho otec, fotbalový trenér, ho naučil využívat více levou nohu, protože si myslel, že levonozí fotbalisté mají ve fotbale menší konkurenci. Vyrůstal v jednom z nejsevernějších měst Norska ve Vadsø. Zde hrával za mládežnický tým Norild. Prošel ještě jedním mládežnickým týmem - Polarstjernen. Poté se vrátil zpět do Norildu a odtud putoval do Tromsø. Zde se i odbyl svůj debut v norské lize. V sezoně 2001 s Tromsø zažil pád do Adeccoligaen. O rok zpět byli zpátky v Tippeligaen a Morten k tomu přispěl 18 brankami ve 23 utkáních, a tím se stal nejlepším střelcem druhé ligy. V roce 2004 přišel zlom v jeho kariéře. V únoru toho roku debutoval v národním týmu Norska. Navíc v srpnu přestoupil do Blackburnu Rovers za 1,5 mil. liber.
V první sezoně si teprve na Premier League zvykal, ale v sezoně 2005/2006 plně prokázal své kvality. Ve 36 zápasech nastřílel pěkných 9 branek a s týmem se umístil na 6. místě. Jeho branku do sítě Fulhamu v srpnu 2005 fanoušci vyhlásili brankou měsíce. Pro Pedersena to byla vůbec podařená sezona. Dvěma brankami sestřelil na Old Trafford Manchester United 2:1.

## Reprezentační kariéra
V A-mužstvu Norska debutoval 18. 2. 2004 v přátelském utkání v Belfastu proti týmu Severního Irska. K výhře 4:1 výrazně přispěl dvěma vstřelenými góly.
V září roku 2006 v kvalifikaci na evropský šampionát Pedersen vstřelil nádherný gól proti Maďarsku, jenž byl hodně podobný tomu, který vstřelil Nizozemec Marco van Basten ve finále EURA 1988. Od té doby má přezdívku "Van Gamsten". V létě 2006 si nechal Morten změnit jméno na zádech svého dresu z „Pedersen“ na „Gamst“ podle příjmení své matky. Od začátku sezony 2008/09 se však vrátil ke jménu "Pedersen" na dresu.

## Jiné
Morten společně s norskými spoluhráči založil boy-band „The Players“. Ve skupině zpívá se spoluhráčem z reprezentace Kristoferem Hæstadem, s Freddym dos Santosem, s obráncem Vikingu Øyvindem Svenningem a s Raymondem Kvisvikem z Fredrikstadu. Výtěžek z jejich singlu „This is for Real“ putoval na charitativní účely.

## Úspěchy
Vítěz Adeccoligaen (2002), nejlepší střelec Adeccoligaen (18 branek ve 23 zápasech; 2002)